# Самматия
Самматия (IAST: sammatīya, в будд. традиции — «живущие в согласии») — одна из древнейших школ раннего буддизма ветви Ватсипутрия.
Школа Самматия возникла ок. 150 года до н. э. после раскола школы Ватсипутрия. Центры школы находились в районах Матхуры и Сарнатха. Монастыри школы также были в долине Ганга, Магадхе, дельте Инда и в северо-западных областях Индии. Главой школы был составитель дисциплинарного раздела Виная-питаки шудра Упали.
Самматии вели суровый образ жизни. Их одежда была похожа на одежду женщин. Эмблемой школы был цветок арековой пальмы. Имена самматиев оканчивались на «даса», «сена», «хари», «гухья» и «шудра». Школа считается основным представителем течения «Пудгалавада» («проповедующие учение о пудгале»). Последователи школы довели до логического завершения концепцию пудгала, индивидуальности, которая не зависит от отдельных элементов. Основные постулаты школы записаны в тексте «Самматияникаяшастра» («Наука о совокупности положений самматиев»). Позднее концепции Пудгалавады детально анализировал Дигнага.
Доктрина пудгалавады противоречит принятому в тхераваде и махаяне принципу анатта — «не-я». Пудгала ассоциировалась с пятью скандхами и с индуистским атманом — высшим «я», передававшимся в цикле перерождений.
Представители тхеравады жёстко критиковали пудгалаваду (в частности в палийском каноне этой критике посвящён трактат Катхаваттху). Критику пудгалавады можно найти в Моггалипутта-Тисса и в сочинениях Васубандху
Свидетельства китайского путешественника Сюаньцзана позволяют высказывать предположение, что в его время Самматия была наиболее популярной не-махаянистской школой буддизма, существуют однако и другие интерпретации. Школа была особенно сильна в Синдхе, где по оценкам из 450 буддийских монастырей 350 принадлежали этой школе. Однако во время арабского завоевания  большей частью населения  этой области был принят ислам.
Сюаньцзан отмечал узость взглядов Самматии и атаки со стороны этой школы на Махаяну
Таранатха также отмечал, что позиция Самматии резко противостояла махаяне и ваджраяне, монахи этой школы уничтожали тантрические тексты и серебряные статуи Хеваджры в монастыре Ваджрасана.
Закат школы связан с общим упадком буддизма в Индии после исламского завоевания.